# Газпромнефть НТЦ
Научно-технический центр «Газпром-нефти», или Газпромнефть НТЦ, — дочернее предприятие ПАО «Газпром нефть». Главные направления работы НТЦ - развитие новых технологий в нефтедобыче, инжиниринг и экспертиза проектов разведки и добычи углеводородного сырья, анализ и мониторинг разработки нефтяных месторождений и геологоразведочных работ, геологическое и гидродинамическое моделирование, технологическая поддержка и оперативный контроль бурения.
Научно-Технический Центр «Газпром нефти» является российским центром, совмещающим научные исследования, разработку технологий добычи нефти и дистанционное управление высокотехнологичными производственными процессами. Фактически НТЦ совмещает в себе функции технологического центра, научно-исследовательского института и вуза. Такая комплексность позволяет минимизировать путь от научных разработок до создания промышленных технологий и обучения их применению.
В состав Научно-Технического Центра входит уникальный Центр управления бурением «ГеоНавигатор». Из Санкт-Петербурга при помощи современных технологий и оборудования компания дистанционно управляет бурением всех сложных высокотехнологичных скважин в России и за рубежом. Сегодня на долю таких скважин приходится около 60% от объема ежегодного бурения в «Газпром нефти». Центр работает круглосуточно, 365 дней в году. «Геонавигатор» – единственный в российской нефтегазовой отрасли центр, способный обеспечить одновременное геологическое, инженерное и технологическое сопровождение строительства высокотехнологичных скважин.
Научно-Технический Центр проводит комплексную оценку различных нефтегазовых регионов, по результатам которой выделяются наиболее перспективные участки для дальнейшего лицензирования и разработки. Сотрудники НТЦ создают цифровые региональные модели нефтегазовых бассейнов и геологических структур, например, Ачимовской толщи.
В рамках стратегии развития цифровых проектов «Газпром нефти» ЭРА сотрудники НТЦ разрабатывают IT-решения для оптимизации производственных процессов компании. Уже готово более 30 цифровых продуктов, среди которых «ЭРА:ИСКРА» и «ЭРА:ОптимА». Научно-Технический Центр «Газпром нефти» в составе российского консорциума разработал первую отечественную программу, способную моделировать процесс формирования трещин гидроразрыва пласта (ГРП) для увеличения добычи нефти.
Одним из важных проектов НТЦ остается развития Системы распространения знаний, аккумулирующей весь практический и научный опыт, накопленный в компании и Центр профессионального роста, где сотрудники постоянно повышают свою квалификацию для освоения новых технологий.
С 2013 года по заказу Научно-технического центра «Газпром нефти» переводится и издается профессиональная литература нефтегазовой тематики. Это уникальные книги, написанные признанными мировыми отраслевыми экспертами и впервые переведенные на русский язык при поддержке НТЦ.
В инновационном поясе компании находится более 25 вузов и научных партнеров. Среди них МФТИ, МГУ, СПБГУ, Политех, Сколтех, «Иннопрактика», ТПУ, ТюмГУ и многие другие. Подробнее о совместных магистерских программах можно узнать на специальном разделе сайта компании. На базе различных академических центров НТЦ реализует более 100 научно-исследовательских проектов.
Численность персонала Научно-Технического Центра «Газпром нефти» составляет около 1000 человек. Среди сотрудников компании – 5 профессоров, 5 докторов наук и 75 кандидатов наук.
Офисы Научно-Технического Центра «Газпром нефти» расположены в Санкт-Петербурге и Тюмени.

## История НТЦ
Научно-Технический Центр «Газпром нефти» был образован 15 ноября 2007 года в результате преобразования научно-аналитического департамента ПАО «Газпром нефть». Полномасштабная деятельность компании началась весной 2008 года.
В 2010 году в Научно-Техническом Центре «Газпром нефти» создан Центр экспертиз. Его цель — совершенствование программ развития профессиональных компетенций сотрудников дочерних обществ и корпоративного центра «Газпром нефти», проведение экспертиз новых методик, технологий и оборудования, повышение эффективности бизнеса. В 2015 году «Центр экспертиз» был преобразован в Центр профессионального роста (ЦПР).В учебной программе ЦПР около 200 специализированных программ, посвященных актуальным проблемам геологии, геофизики, разработки месторождений и технологиям добычи нефти. Преподавательский состав ЦПР состоит преимущественно из экспертов НТЦ различных направлений, среди которых 4 доктора наук и 26 кандидатов наук.
В 2012 году на базе Научно-Технического Центра «Газпром нефти» начал работу Центр управления бурением «ГеоНавигатор» (ЦУБ).

## Руководство НТЦ
С 2011 по 2019 год генеральным директором Научно-Технического Центра «Газпром нефти» был доктор технических наук, профессор, почетный академик Академии наук республики Башкортостан, директор по науке «Газпром нефти» Марс Магнавиевич Хасанов.
В 2019 году генеральным директором Научно-Технического Центра «Газпром нефти» стал директор дирекции по технологическому развитию «Газпром нефти» Алексей Вашкевич.

## Направления деятельности НТЦ
Научно-Технический Центр «Газпром нефти» является разработчиком Технологической стратегии «Газпром нефти», а также занимается реализацией ее проектов. Основные направления деятельности Центра:
• планирование и сопровождение геологоразведочных работ;
• технико-экономическая оценка активов;
• создание интегрированных концептов разработки и обустройства месторождений;
• научно-техническое сопровождение бурения и внутрискважинных работ;
• техника и технологии добычи нефти и газа;
• разработка инженерных методик и стандартов;
• цифровые решения для инженерной деятельности;
• организация научно-исследовательских разработок (НИР) и научно-исследовательских и опытно-конструкторских работ (НИОКР);
• сбор, актуализация и распространение знаний и опыта.
В сферу ответственности НТЦ входят создание и ведение корпоративной базы геолого-промысловой информации, управление процессом извлечения нефти из недр с использованием постоянно действующих геолого-технологических моделей, планирование и организация опытно-промышленных работ по внедрению новых технологий в добыче нефти.

## Санкции
2 ноября 2023 года, на фоне российского вторжения на Украину, компания Газпромнефть НТЦ включена в блокирующий санкционный список США.